# Chlorotettix caudata
Chlorotettix caudata är en insektsart som beskrevs av Delong och Rauno E. Linnavuori 1979. Chlorotettix caudata ingår i släktet Chlorotettix och familjen dvärgstritar. Inga underarter finns listade i Catalogue of Life.